# Ahmed Toufiq
Ahmed Toufiq (en amazighe : ⵃⵎⴰⴷ ⵜⴰⵡⴼⵉⵇ, arabe : احمد توفيق), né le 22 juin 1943 à Marigha dans le Haut Atlas, est un homme politique marocain. Il est ministre des Habous et des Affaires islamiques depuis 2002.

## Biographie

### Études et diplômes
Ahmed Toufiq a mené ses études primaires et secondaires à Marrakech et a obtenu une licence en lettres (option histoire) de la Faculté des lettres et des sciences humaines de Rabat en 1968. Il est également titulaire d'un Certificat d'archéologie et d'un diplôme de 3e cycle, soutenu à la Faculté des lettres de Rabat.

### Fonctions occupées
Il a été le vice-doyen de la Faculté des lettres de Rabat (de 1976 à 1978), où il a été professeur d'histoire. Il a été par la suite nommé comme directeur de l'Institut des études africaines (poste qu'il a occupé de 1989 à 1995), puis directeur de la Bibliothèque nationale.
En 2002, il est nommé ministre des Affaires islamiques.
Le 15 octobre 2007, il est reconduit à son poste par Mohammed VI dans le gouvernement Abbas El Fassi.
Le 2 avril 2010, il est nommé par le roi Mohammed VI, président de la Fondation de la mosquée Hassan II de Casablanca.
Le 13 juillet 2015,  il est nommé par le roi Mohammed VI, président délégué de la Fondation Mohammed VI des oulémas africains.
Après avoir connu des attentats islamistes meurtriers (Casablanca en 2003, Marrakech en 2011), l'État marocain reprend en main ses 52 000 mosquées et les imams qui y officient, de même que ceux envoyés en Europe ou dans d'autres pays d'Afrique. Sous l'égide du ministre des Affaires religieuses Ahmed Toufiq, en poste depuis 2002, l'Institut Mohammed-VI de Rabat vise à former les futurs imams et mourchidates selon les préceptes de l'islam marocain. Par ailleurs, le ministère surveille et contrôle les mosquées afin de contrer toute radicalisation ou emprise du politique sur ces lieux d'enseignement religieux. En 2004, la radio Mohammed-VI est enfin lancée afin de contrer les chaînes salafistes concurrentes.

## Œuvres
Il est l'auteur de nombreuses études et communications sur l'histoire du Maroc. Comme études, il a notamment écrit :
- La société marocaine au XIXe siècle - Inoultane 1850 - 1912
- Islam et développement
- Les juifs de Demnat
- Le Maroc et l'Afrique occidentale à travers les âges

Il a également mené plusieurs activités scientifiques et a collaboré à la rédaction de l'encyclopédie du Maroc, avec pour titre Le Dictionnaire alphabétique des connaissances concernant le passé et le présent du Maroc. Ahmed Toufiq était aussi membre du comité de rédaction de La revue de la Faculté des lettres de Rabat et de l'annuaire bibliographique « Le livre marocain », publié par l'Association des auteurs marocains pour la publication.
Ahmed Toufiq s'est également distingué en tant que romancier, avec Jarat Abi Mussa  (Les voisines d'Abi Mussa, 1997),  (ISBN 978-2-87623-215-0), puis Assayl (Le Torrent, 1998) et L'arbre et la lune (Phébus, 2002).